# Powder Springs
Powder Springs – miasto w Stanach Zjednoczonych, w stanie Georgia, w hrabstwie Cobb.